# Vongo
Vongo는 미국에서 서비스되는 주문형 비디오 서비스이다. 스타즈! 네트워크의 모회사인 리버티 미디어의 스타즈 엔터테인먼트가 운영한다. 사용자는 달마다 정액 요금을 내면, 영화를 다운로드받아 볼 수 있다.

## 제공 서비스
사용자는 Vongo를 통해서 DRM이 걸려 있는 영화를 다운로드할 수 있다. 또한 스타즈 텔레비전 채널을 시청할 수 있다. Vongo는 많은 수의 영화를 제공한다. 사용자는 선택적으로 페이 퍼 뷰 방식으로 주문형 비디오를 볼 수 있다. 정액제를 기본 요금제로 삼고 있다는 것이 Vongo의 큰 특징이다.
Vongo는 종래의 주문형 비디오 서비스들, 신규 주문형 비디오 서비스들과 경쟁을 하고 있다. 예를 들어, 무비링크, 시네마나우, 아이튠즈, 아마존 닷컴의 "언박스트"(Unboxed) 서비스, 넷플릭스, 무비빔 같은 서비스들이다.
테크니컬 서포트(Technical support)는 필리핀의 마닐라 지역에서 제공된다.

### 통계
2008년 1월 현재 Vongo의 제공 비디오 통계는 다음과 같다.
- 1526 개의 타이틀 제공
- 88%는 포터블 포맷으로도 제공
- 9%는 와이드스크린 포맷으로 제공
- 8%는 페이-퍼-뷰 요금을 받음
- 장르별 : 40% 드라마, 24% 코미디, 13% 액션, 12% 서부물(웨스턴), 10% 음악, 8% 패밀리, 8% 로맨스, 8% SF, 공포 (주의 : 같은 영화가 여러 장르에 속할 수 있음.)
- 등급별 : 25% R, 17% TV14, 14% TVPG, 13% PG-13, 12% TVMA, 11% PG, 4% TVG, 3% G
- 53%는 MPAA 시청등급 시스템에 의해 분류됨.
- 47%는 TV 방송 등급 시스템에 의해 분류됨.

## 기술
Vongo는 어도비/매크로미디어 플래시 소프트웨어를 사용하고 있다.. 또한, 마이크로소프트의 DRM을 사용하고 있다. 이 소프트웨어는 윈도우 XP와 호환되나, 윈도우 XP X64와는 호환되지 않는다. 한 개의 영화는 최대 3번까지 이동되어 재생될 수 있다. 하지만, 외장 드라이브나 기타 저장 장치로는 이동될 수 있다.
영화는 일정 기간 동안만 재생 가능하다; 대부분의 신작 영화들은 4~6개월 동안 재생 가능하며, 기타 영화들은 12~24개월 동안 재생 가능하다. 정해진 기간이 끝나면, 영화는 사용자의 하드 드라이브에서 지워진다. 90분 길이의 영화를 다운로드 받는 데 걸리는 시간은 30~40분 정도라고 한다.
Vongo는 마이크로소프트 윈도우 시스템을 동작시키지 않는 한 애플 매킨토시에서 작동하지 않는다.
사용자는 Vongo를 통해 다운로드한 영화를 ARCHOS 405나 605WiFi 및 Creative ZEN, ZEN Vision: M, 및 ZEN Vision W등의 휴대용기기로 이동시킬 수 있다. Vongo는 Xbox 360과 같은 미디어 센터 익스텐더를 지원한다.
Vongo는 단계적인 기술지원 구조를 갖추고 있다. 최초의 기술지원은 웹사이트의 "Ask Vongo" 버튼을 통해 제공된다. 사용자는 기술지원 지식데이터베이스를 통해 답변을 받아본다. 만약 사용자가 이것을 가지고 문제를 해결 못했을 경우, "Ask Vongo"세션의 로그(log)에 기록이 남는다. 이 경우에는 기술지원부서 사람들이 사용자에게 24시간 내에 전자우편으로 답장을 준다. 사용자가 전자우편을 받아보고도 문제를 해결 못했을 경우, 사용자는 소정의 1단계 번호로 전화를 걸 수 있다. 1단계 전화기술지원으로도 문제가 해결 안 될 경우, 1-3 일 내에 2단계 기술지원부서 사람들이 전화를 걸어온다.

## 비평
Vongo 서비스에서는, 다운로드 속도를 빠르게 하기 위하여, 영화는 보통 1 기가바이트의 크기로 압축된다. 상업적으로 마스터(master)된 DVD는 보통 그것의 3배 크기이다. DVD는 MPEG-2 코덱을 사용하는 데 반해 Vongo는 VC-1 비디오 코덱을 사용한다. 때로는 대형 디스플레이 상에서 비디오 스트림을 재생할 때 압축 아티팩트가 감지될 수 있다.
Vongo의 "reply@vongo.com" 기술지원은 다음과 같이 언급하고 있다: "the Vongo Version 2.01 will no longer supports the Windows XP and Vista with system type x64 based computer." 사용자들은 윈도의 "msinfo32" 애플리케이션을 실행시켜 32비트 윈도를 쓰고 있는지 확인해야 한다.
Vongo는 미국 내에서만 서비스된다. Vongo는 웹사이트에 네 가지 조건을 내걸고 있다. 미국에 있어야 할 것, 100 kbps+ 로 접속 가능할 것, 윈도우 XP 혹은 윈도우 비스타 운영체제를 쓸 것, 호환되는 웹브라우저를 쓸 것의 네 가지 조건이다. 호환되는 웹브라우저로는 인터넷 익스플로러, 모질라 파이어폭스, 넷스케이프 (웹 브라우저) 등이 있다. 오페라 (웹 브라우저)는 호환되지 않는다.
Vongo가 제공하는 영화에 대해서, DVD판은 자막이나 다국어를 지원하지만, Vongo는 그것을 지원하지 않는다. Vongo가 제공하는 영화는 일반적인 오디오 트랙만 제공된다. 영어 이외의 언어를 사용한 영화에 대해서는, 자막이 화면에 박혀 있어서, 그것을 끄거나 할 수 없다.
Vongo는 클라이언트의 업그레이드를 이전 버전으로 되돌리는 기능을 지원하지 않는다. 가장 최근의 버전만 다운로드할 수 있다. 새로운 버전으로 사용자가 업그레이드하고서는 문제를 겪을 경우, 다음 버전이 나올 때까지 사용자는 기다려야 한다. 심하게는 업데이트될 때까지 한 달을 기다려야 할 수도 있다.
Vongo의 영화는 대부분 4x3 화면 비율로 제공된다. ("팬 앤 스캔" 포맷) 영화의 16x9 와이드-스크린 포맷이 다운로드 가능할지라도, Vongo는 4x3을 기본적인 화면 비율로 제공한다. 16x9를 기본으로 설정할 수 있는 선택사항이 없으며, 사용자가 영화 볼 때마다 일일이 설정해야 한다.